# Cucina venezuelana

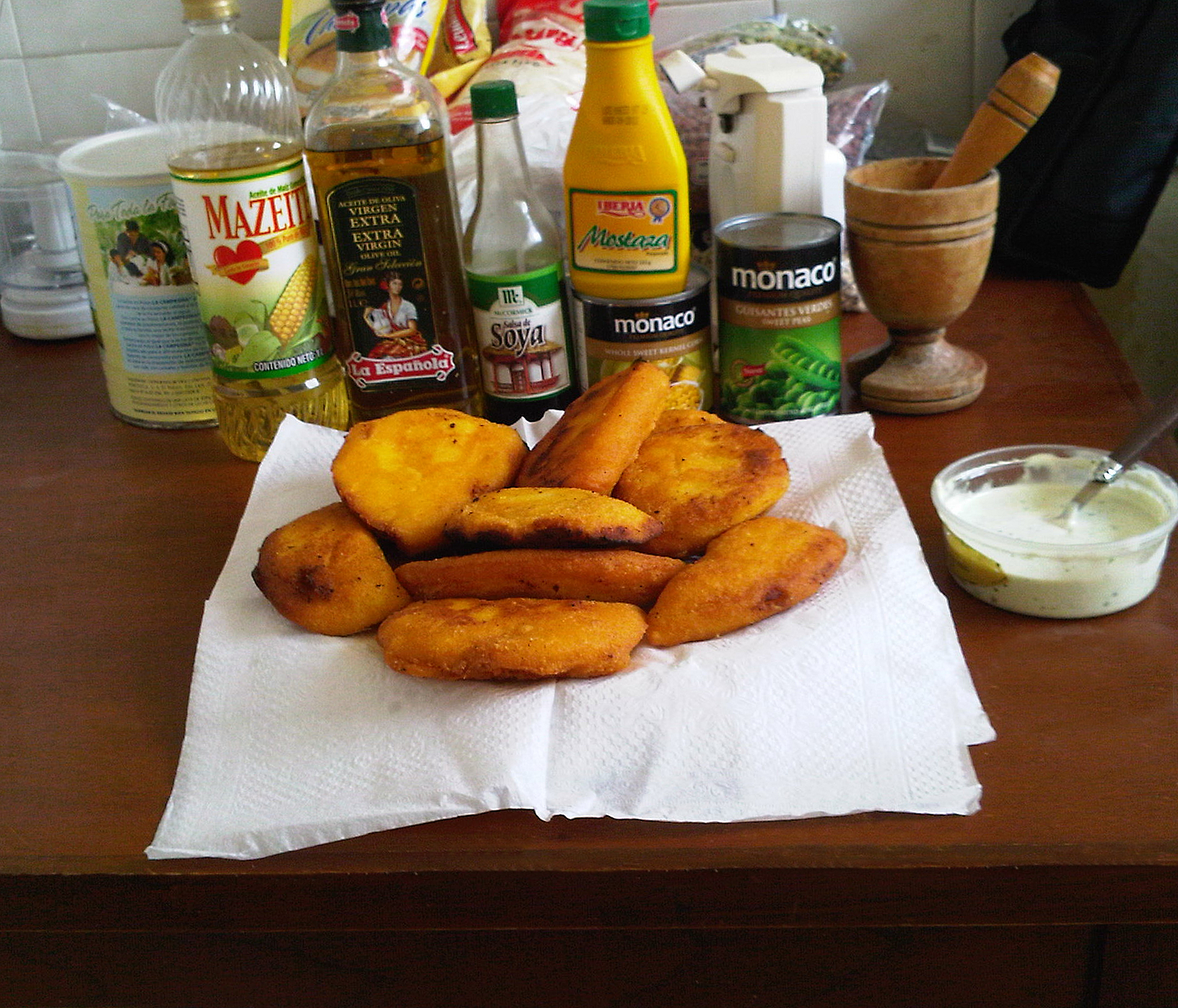
Empanadas fatte in casa

La cucina venezuelana è l'espressione dell'arte culinaria sviluppata in Venezuela ed è caratterizzata da una grande diversità culinaria da una regione all'altra.
La sua cucina tradizionale, come quella moderna, è stata influenzata dalla popolazione indigena e dai suoi discendenti europei (italiani, spagnoli, portoghesi e francesi) e anche dalle tradizioni dei nativi americani e degli africani.
Tra gli alimenti base vi sono il mais, il riso, il plátano, patate, fagioli e diverse tipologie di carne. Anche i pomodori, le cipolle, le melanzane, le zucche e le zucchine sono molto comuni nella dieta venezuelana.
Nelle regioni orientali (Oriente), sud-orientali (Guayana venezuelana) e settentrionali (Caraibi), c'è un'ampia scelta pesce fresco di mare e crostacei. I tuberi come le patate e la patata dolce sono abbondanti. Il mais, il riso e la pasta (i venezuelani sono i secondi più grandi consumatori di pasta al mondo dopo gli italiani), sono molto diffusi.
La carne preferita nelle regioni occidentali è quella di capra (di solito preparata col pomodoro) e il coniglio.
C'è anche un uso estensivo di banane e di formaggi. I piatti sono influenzati dalle tribù locali come anche dalla cucina colombiana.

## Piatti principali
- Arepa
- Asado negro
- Bistec a caballo
- Bollo pelón
- Pollo frito
- Cachapa - Maize
- Cachitos - de jamón, simile al croissant francese.
- Caraotas negras (fagioli neri)
- Chicharrón
- Chivo en coco
- Chupe Andino
- Corbullón de mero
- Empanada
- Pastelito
- Ensalada de pollo -
- Lengua de Res - lingua di mucca "a la vinagretta" (in una vinaigrette)
- Mandoca
- Mondongo (trippa)
- Ñoquis - diffuso nella regione centrale.
- Hallaca - tipico piatto di natale.
- Hervido de gallina - zuppa
- Pabellón criollo - piatto nazionale
- Pastel de pollo
- Pasticho - La versione venezuelana della lasagna; dall'italiano "pasticcio".[2]
- Patacones
- Perico
- Pescado sudado
- Pisca Andina - zuppa servita comunemente nelle Ande
- Pisillo de chigüire
- Polenta - conosciuta anche come "Funche" in alcune aree del paese.
- Sancocho de pescado
- Sopa de rabo
- Torta de plátano - torta fatta con i platani

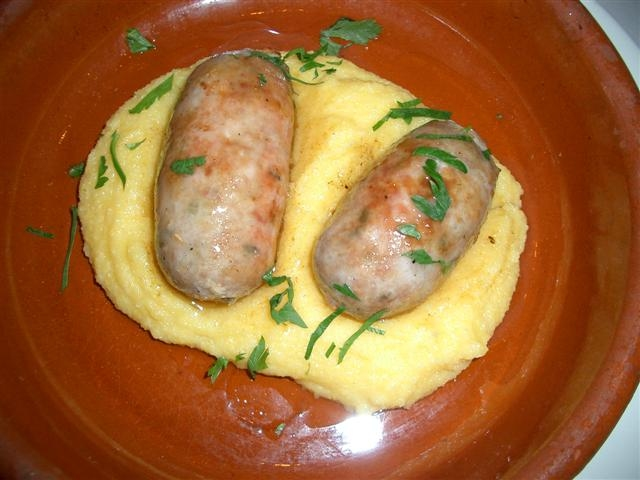
Polenta con salsicce
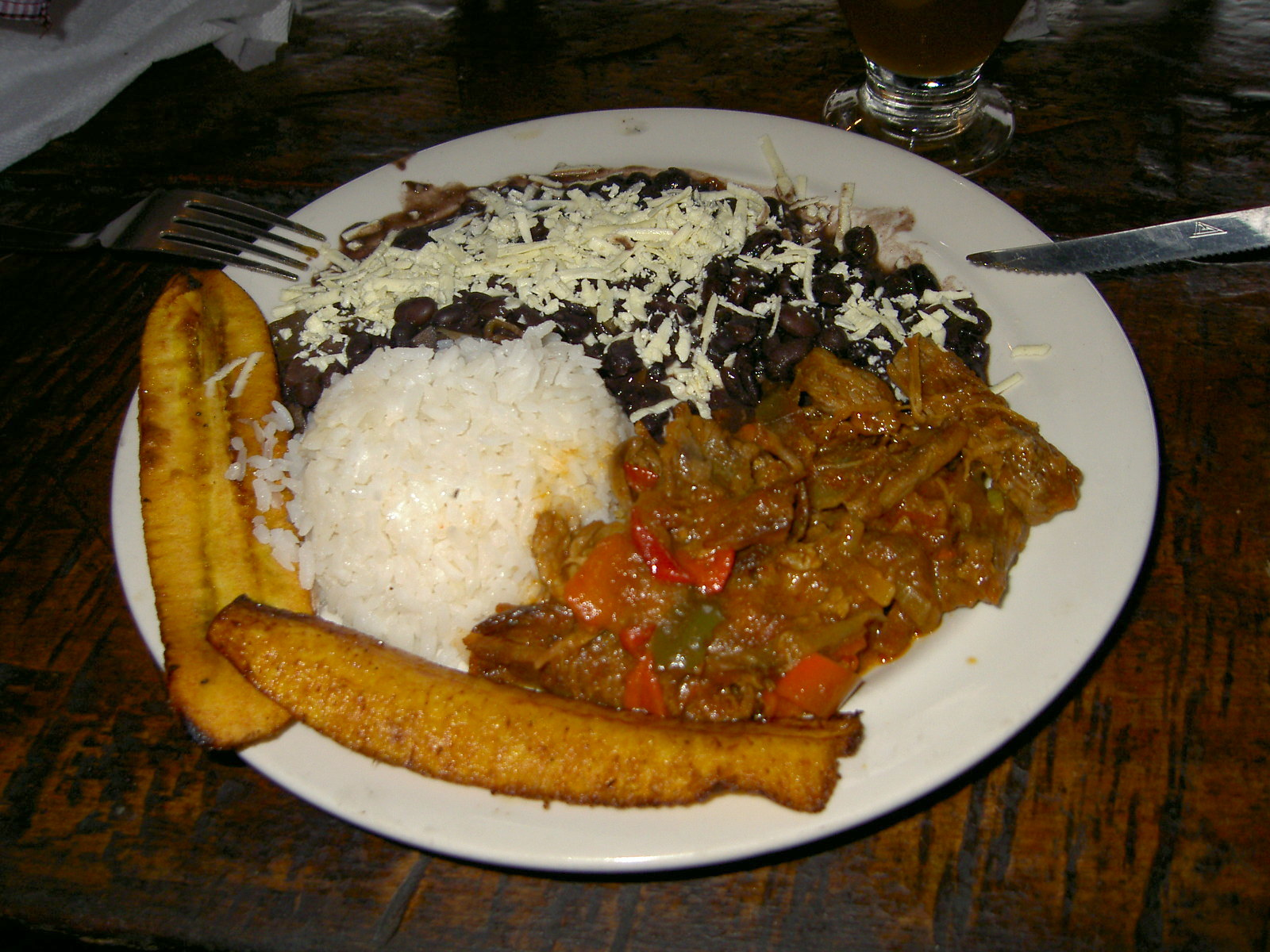
Pabellón criollo
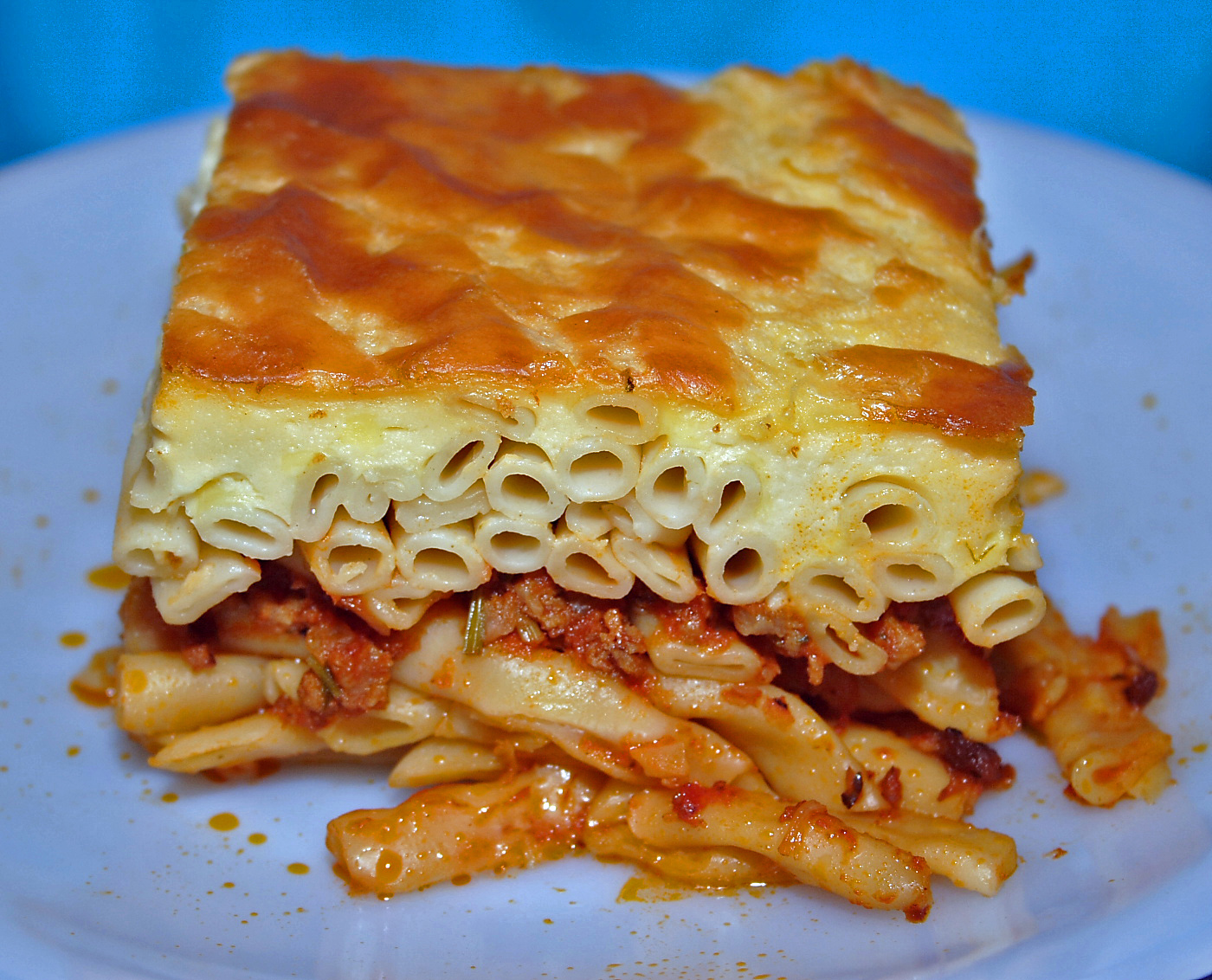
Pasticcio

## Spuntini

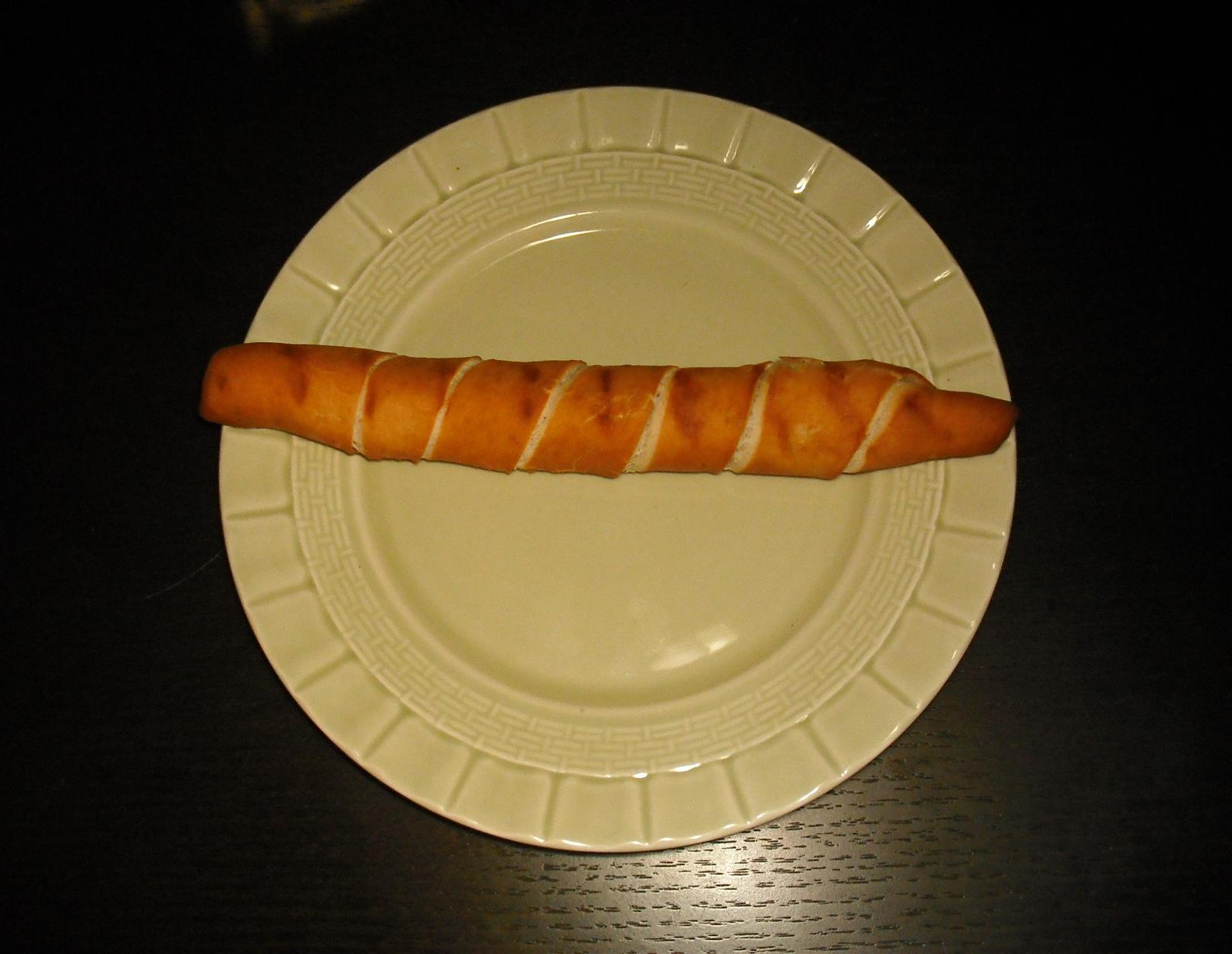
Un tequeño è preparato con pane, impasto con queso blanco (formaggio bianco) nel mezzo.

- Tequeño
- Golfeados
- Tostones.

## Bevande
- Birra[1]
- Chicha[1]

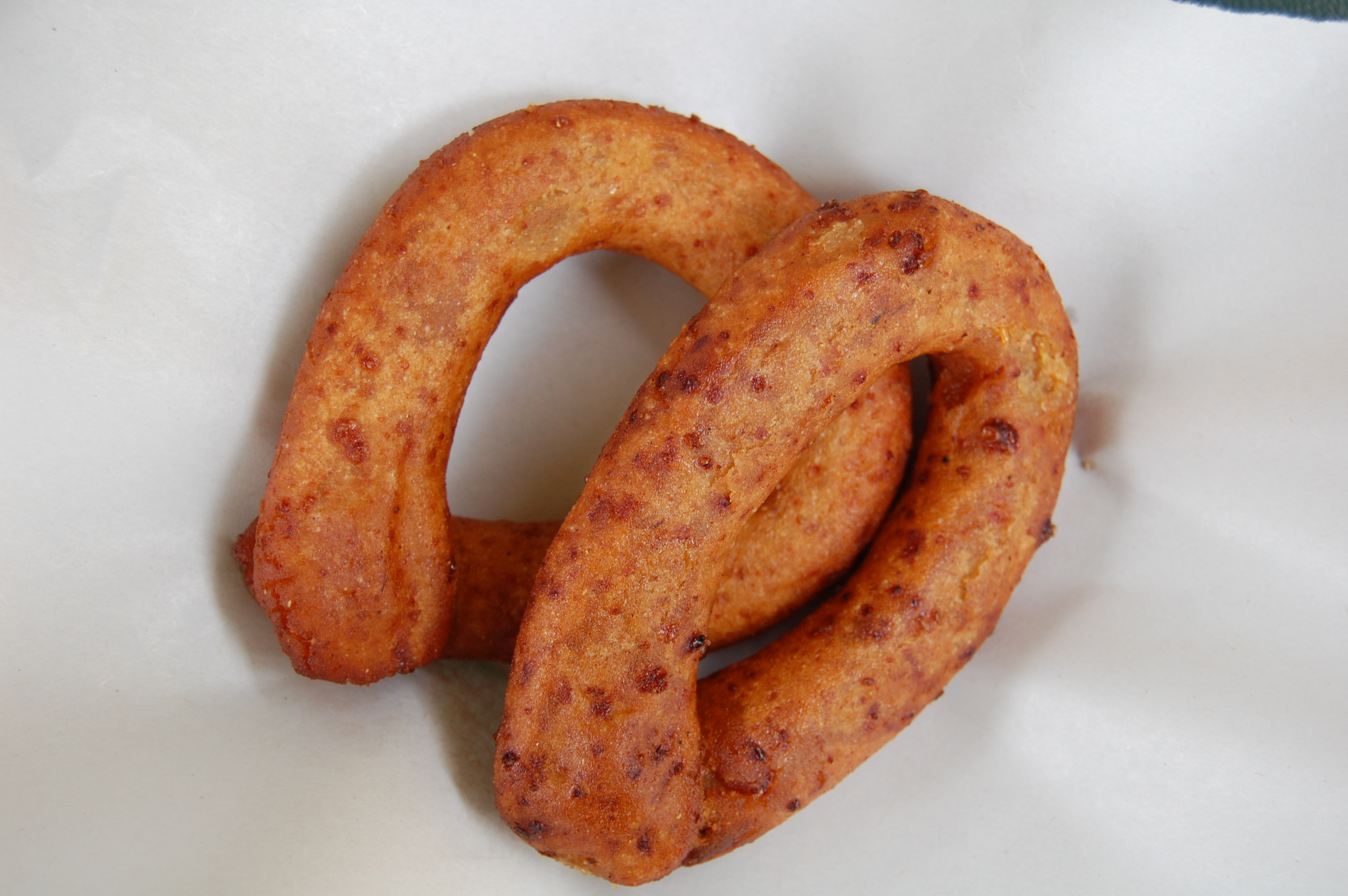
Le Mandoca sono pretzel fritte venezuelane fatte di mais, spesso servite con burro e formaggio

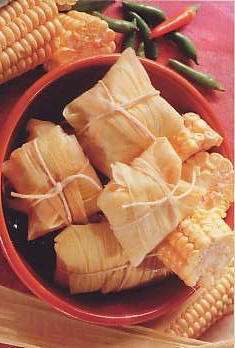
Hallaca

- Cocada - Milkshake di cocco, bevuto soprattutto nelle zone costiere
- Succo di mango
- Succo di frutto della passione
- Leche de burra
- Malta - Malto gassato analcolico
- Papelón con limón[1]
- Ponche crema
- Rum[1]

## Pane
- Pan Dulce
- Pan Chabata - corrispondente alla "ciabatta" italiana
- Pan Frances, o Canilla
- Pan Siciliano - pane campagnolo rotondo
- Pan de jamón - di solito riempito con prosciutto, olive, e uva passa e mangiato di solito durante il periodo di natale.

## Formaggi
- Queso de Año
- Queso de Bola relleno
- Queso de Cabra
- Queso de Mano
- Queso Guayanes
- Queso Telita
- Queso Paisa
- Queso Parmesano
- Cuajada andina
- Queso Palmizulia
- Queso Clineja

## Dessert
- Bienmesabe
- Besitos de coco -

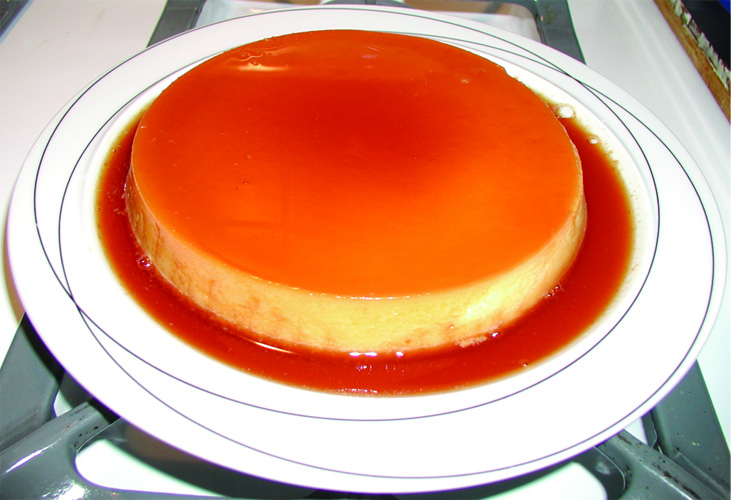
Quesillo venezuelano

- Cannoli - spesso chiamato "cannoli siciliano"
- Conserva de coco
- Conserva de guayaba
- Dulce de leche
- Dulce de lechosa
- Majarete
- Mousse di cioccolato
- Pudín de chocolate
- Quesillo -
- Brazo gitano -
- Profiterol
- Torta de queso -

## Altre pietanze
- Guasacaca
- Patacones
- Salpicón
- Tajadas - fette di platano fritte